# Sallertaine
Sallertaine est une commune française située dans le département de la Vendée, en région Pays de la Loire.
Ses habitants sont appelés les Sallertainois.
Elle a reçu le label VMA - Ville et Métiers d’Art en 2011 avec une trentaine d’artistes et d’artisans d’art dont une quinzaine sont installés à l’année.

## Géographie

### Localisation
Le territoire municipal de Sallertaine s'étend sur 4 976 hectares. L'altitude moyenne de la commune est de 6 mètres, avec des niveaux fluctuant entre 0 et 18 mètres,.
Construit sur un îlot calcaire, Sallertaine est un bourg de fondation très ancienne dont le nom garderait le souvenir des marais salants qui l'entouraient jadis. Il domine le marais, vaste étendue sillonnée de part et d'autre de multiples canaux.
| Saint-Urbain        | Saint-Gervais | Châteauneuf |
| La Barre-de-Monts   | Sallertaine   | La Garnache |
| Saint-Jean-de-Monts | Le Perrier    | Challans    |

### Climat
Pour des articles plus généraux, voir Climat des Pays de la Loire et Climat de la Vendée.
En 2010, le climat de la commune est de type climat méditerranéen altéré, selon une étude du CNRS s'appuyant sur une série de données couvrant la période 1971-2000. En 2020, Météo-France publie une typologie des climats de la France métropolitaine dans laquelle la commune est exposée à un climat océanique et est dans la région climatique  Bretagne orientale et méridionale, Pays nantais, Vendée, caractérisée par une faible pluviométrie en été et une bonne insolation. 
Pour la période 1971-2000, la température annuelle moyenne est de 12,4 °C, avec une amplitude thermique annuelle de 13 °C. Le cumul annuel moyen de précipitations est de 757 mm, avec 12,4 jours de précipitations en janvier et 6,1 jours en juillet. Pour la période 1991-2020, la température moyenne annuelle observée sur la station météorologique de Météo-France la plus proche, sur la commune du Perrier à 5 km à vol d'oiseau, est de 12,8 °C et le cumul annuel moyen de précipitations est de 762,1 mm,. Pour l'avenir, les paramètres climatiques de la commune estimés pour 2050 selon différents scénarios d'émission de gaz à effet de serre sont consultables sur un site dédié publié par Météo-France en novembre 2022.

## Urbanisme

### Typologie
Au 1er janvier 2024, Sallertaine est catégorisée commune rurale à habitat dispersé, selon la nouvelle grille communale de densité à sept niveaux définie par l'Insee en 2022.
Elle appartient à l'unité urbaine de Challans, une agglomération intra-départementale regroupant trois  communes, dont elle est une commune de la banlieue,,. Par ailleurs la commune fait partie de l'aire d'attraction de Challans, dont elle est une commune de la couronne,. Cette aire, qui regroupe 12 communes, est catégorisée dans les aires de moins de 50 000 habitants,.

### Occupation des sols
L'occupation des sols de la commune, telle qu'elle ressort de la base de données européenne d’occupation biophysique des sols Corine Land Cover (CLC), est marquée par l'importance des territoires agricoles (95,7 % en 2018), en diminution par rapport à 1990 (97,8 %). La répartition détaillée en 2018 est la suivante : prairies (52,7 %), zones agricoles hétérogènes (24,3 %), terres arables (18,8 %), zones urbanisées (4 %), zones industrielles ou commerciales et réseaux de communication (0,2 %). L'évolution de l'occupation des sols de la commune et de ses infrastructures peut être observée sur les différentes représentations cartographiques du territoire : la carte de Cassini (XVIIIe siècle), la carte d'état-major (1820-1866) et les cartes ou photos aériennes de l'IGN pour la période actuelle (1950 à aujourd'hui).

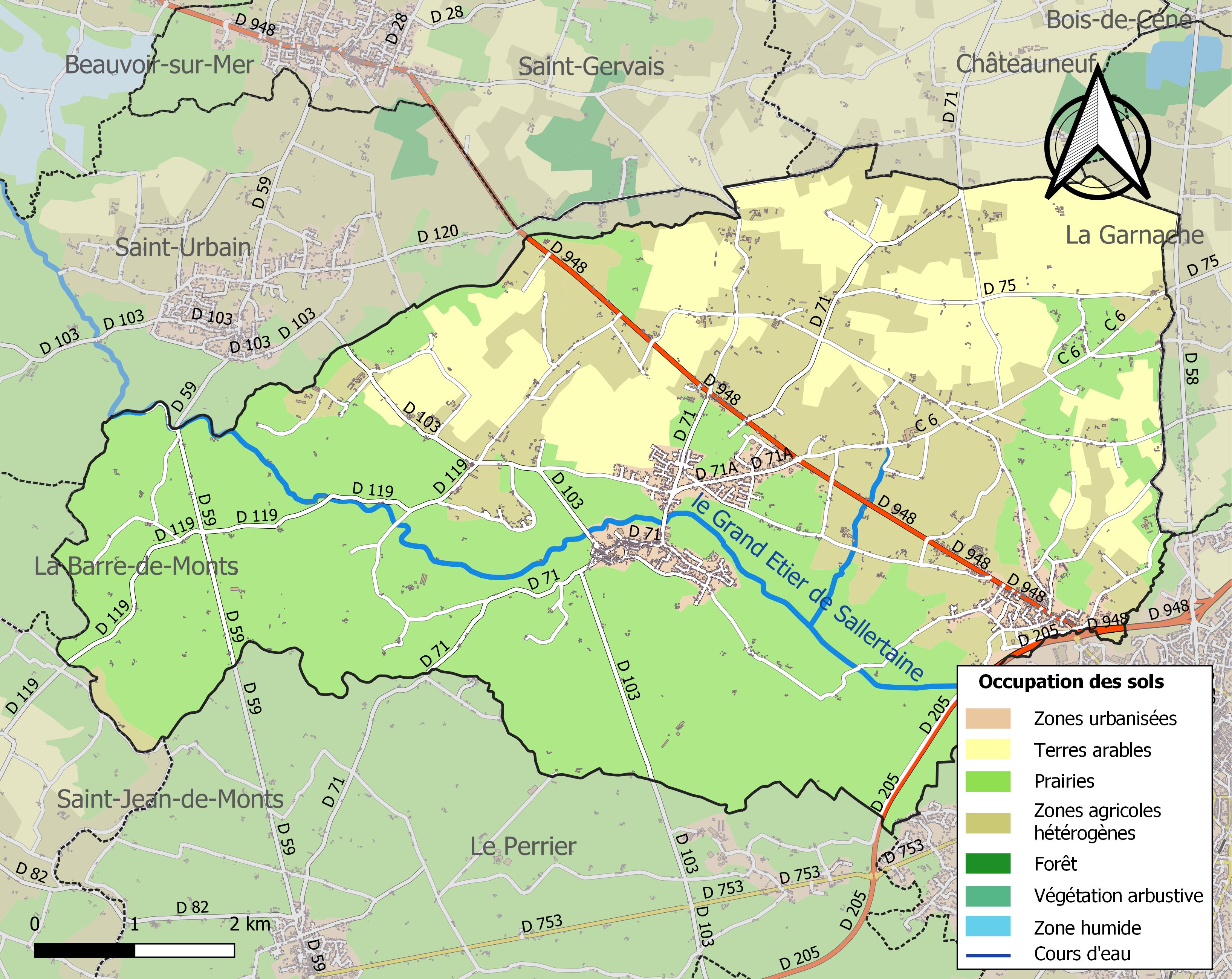
Carte des infrastructures et de l'occupation des sols de la commune en 2018 (CLC).

## Histoire
Préalablement à la construction d'un lotissement, le service régional de l'archéologie des Pays de la Loire a prescrit un diagnostic archéologique, réalisé en décembre 2007 sous la direction de Jean-Yves Langlois de l'Institut national de recherches archéologiques préventives (INRAP). Ce travail, réalisé au lieu-dit de la Caillaudière, a révélé une occupation gallo-romaine. L'aménageur bénéficiant du fonds national d'archéologie préventive (FNAP), une fouille archéologique a eu lieu d'octobre 2008 à août 2009 sous la responsabilité de Marie-Claude Bakkal-Lagarde, ingénieur de recherches de l'INRAP. L'emprise d'environ un demi-hectare était pour partie composée de terre noire nécessitant la mise en œuvre de techniques peu usitées pour l'époque antique mais bien connue des préhistoriens (notamment relevé 3D de tous les artefacts). Les recherches révélèrent la présence d'un quartier urbain du Haut-Empire qui s'étend au nord et à l'ouest. Le quartier fouillé se distingue des sites gallo-romains traditionnels par la présence de tuguria (tugurium au singulier). Ces unités d'habitation composées d'une pièce unique  étaient réalisées en bois et torchis avec une couverture de  chaume ou de roseau (ancêtre des bourrines ?). Les pièces étaient repérables par les solins de pierres (schiste et calcaire). Quelque trois mille clous, souvent en relation avec les solins, suggèrent un assemblage de planches pour la réalisation des parois. Une quinzaine de tuguria ont été localisées. Quatre possédaient un foyer composé d'une sole d'argile réalisée sur le sol. Sept disposaient d'un puits individuel (avec cuvelage en pierre sèche). Les  puits et les pièces d'habitats s'organisent de part et d'autre de venelles qui aboutissent sur des voies empierrées de galets et graviers orientées est-ouest et nord-sud. Plusieurs périodes d'aménagement et réaménagement ont été pressenties lors de la fouille. L'étude du mobilier et les analyses de lames minces (micromorphologie) apportent des données plus précises. Le site a été occupé exclusivement pendant le Haut-Empire.
Aucun vestige de période antérieure ou postérieure n'a été découvert lors de la fouille de 2008-2009. Le mobilier archéologique est principalement constitué de fragments de poteries (plus de 60 000 tessons), céramique commune et sigillée et de faune (avec une forte représentation des ovicaprinés, puis les bovinés et très peu de suinés) (Ouest-France 1er avril 2009). La céramique a révélé l'importance de l'axe ligérien dans les échanges économiques avec le Centre de la France.
Concernant le paléoenvironnement, ce quartier d'habitat du Haut-Empire était sur le littoral du marais breton-vendéen dont le colmatage était probablement amorcé. Aucune activité artisanale ne fut découverte dans ce quartier, suggérant que les habitants pouvaient avoir des activités en relation avec la rupture de charge des bateaux et des moyens terrestres.

## Population et société

### Démographie

#### Évolution démographique
L'évolution du nombre d'habitants est connue à travers les recensements de la population effectués dans la commune depuis 1793. Pour les communes de moins de 10 000 habitants, une enquête de recensement portant sur toute la population est réalisée tous les cinq ans, les populations de référence des années intermédiaires étant quant à elles estimées par interpolation ou extrapolation. Pour la commune, le premier recensement exhaustif entrant dans le cadre du nouveau dispositif a été réalisé en 2008.

En 2022, la commune comptait 3 390 habitants, en évolution de +10,42 % par rapport à 2016 (Vendée : +5,33 %, France hors Mayotte : +2,11 %).
| 1793  | 1800  | 1806  | 1821  | 1831  | 1836  | 1841  | 1846  | 1851  |
| ----- | ----- | ----- | ----- | ----- | ----- | ----- | ----- | ----- |
| 1 603 | 1 655 | 1 707 | 2 018 | 2 177 | 2 187 | 2 189 | 2 174 | 2 175 |

| 1856  | 1861  | 1866  | 1872  | 1876  | 1881  | 1886  | 1891  | 1896  |
| ----- | ----- | ----- | ----- | ----- | ----- | ----- | ----- | ----- |
| 2 220 | 2 221 | 2 253 | 2 192 | 2 333 | 2 429 | 2 498 | 2 489 | 2 456 |

| 1901  | 1906  | 1911  | 1921  | 1926  | 1931  | 1936  | 1946  | 1954  |
| ----- | ----- | ----- | ----- | ----- | ----- | ----- | ----- | ----- |
| 2 457 | 2 522 | 2 503 | 2 326 | 2 314 | 2 253 | 2 246 | 2 150 | 1 910 |

| 1962  | 1968  | 1975  | 1982  | 1990  | 1999  | 2006  | 2008  | 2013  |
| ----- | ----- | ----- | ----- | ----- | ----- | ----- | ----- | ----- |
| 1 844 | 1 784 | 2 080 | 2 325 | 2 245 | 2 235 | 2 628 | 2 740 | 2 864 |

| 2018  | 2022  | - | - | - | - | - | - | - |
| ----- | ----- | - | - | - | - | - | - | - |
| 3 129 | 3 390 | - | - | - | - | - | - | - |

#### Pyramide des âges
En 2018, le taux de personnes d'un âge inférieur à 30 ans s'élève à 31,2 %, soit en dessous de la moyenne départementale (31,6 %). De même, le taux de personnes d'âge supérieur à 60 ans est de 30,9 % la même année, alors qu'il est de 31,0 % au niveau départemental.
En 2018, la commune comptait 1 574 hommes pour 1 555 femmes, soit un taux de 50,30 % d'hommes, légèrement supérieur au taux départemental (48,84 %).
Les pyramides des âges de la commune et du département s'établissent comme suit.
| Hommes | Classe d’âge | Femmes |
| ------ | ------------ | ------ |
| 0,3    | 90 ou +      | 1,4    |
| 8,5    | 75-89 ans    | 8,7    |
| 21,0   | 60-74 ans    | 21,9   |
| 20,3   | 45-59 ans    | 20,6   |
| 17,0   | 30-44 ans    | 17,7   |
| 13,5   | 15-29 ans    | 12,5   |
| 19,3   | 0-14 ans     | 17,2   |

| Hommes | Classe d’âge | Femmes |
| ------ | ------------ | ------ |
| 0,8    | 90 ou +      | 2,2    |
| 8,7    | 75-89 ans    | 11,1   |
| 20,3   | 60-74 ans    | 21,3   |
| 20     | 45-59 ans    | 19,4   |
| 17,5   | 30-44 ans    | 16,8   |
| 15     | 15-29 ans    | 13,2   |
| 17,7   | 0-14 ans     | 16,1   |

## Lieux et monuments
Au regard notamment des édifices suivants, la commune est classée en 6ème position de l'édition 2024 du Village préféré des Français présentée sur France 3 par Stéphane Bern.
- L'église Saint-Martin[28] du XIIe siècle, fleuron du patrimoine architectural du Nord Ouest vendéen, constitue une merveille de l'art roman angevin et témoigne de l'intérêt des lieux.
- Une seconde église y a été construite et inaugurée en 1911.
- Le moulin de Rairé fonctionne avec la force du vent, sans interruption, depuis 1560. Le moulin a un mécanisme traditionnel et fabrique de la farine de maïs, d'orge, d'avoine et de blé.
- Le calvaire monumental du père Louis-Marie Grignion de Montfort est édifié en mai 1712 lors d'une mission d'évangélisation ; détruit un mois après le passage du prêtre, il est reconstruit en 1852 avec le dépôt d'une grande croix en bois avec un Christ en fonte.

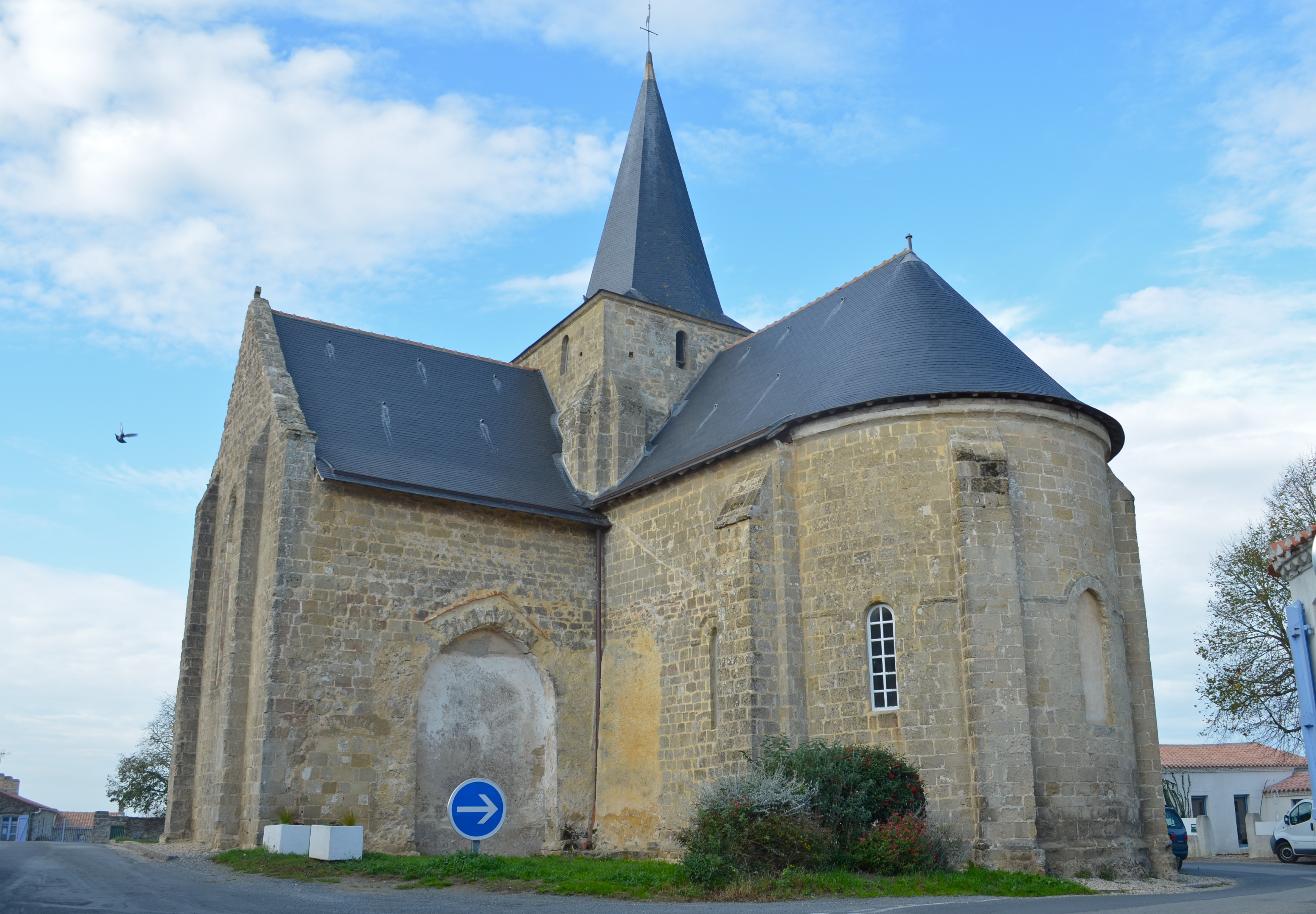
Église Saint-Martin.
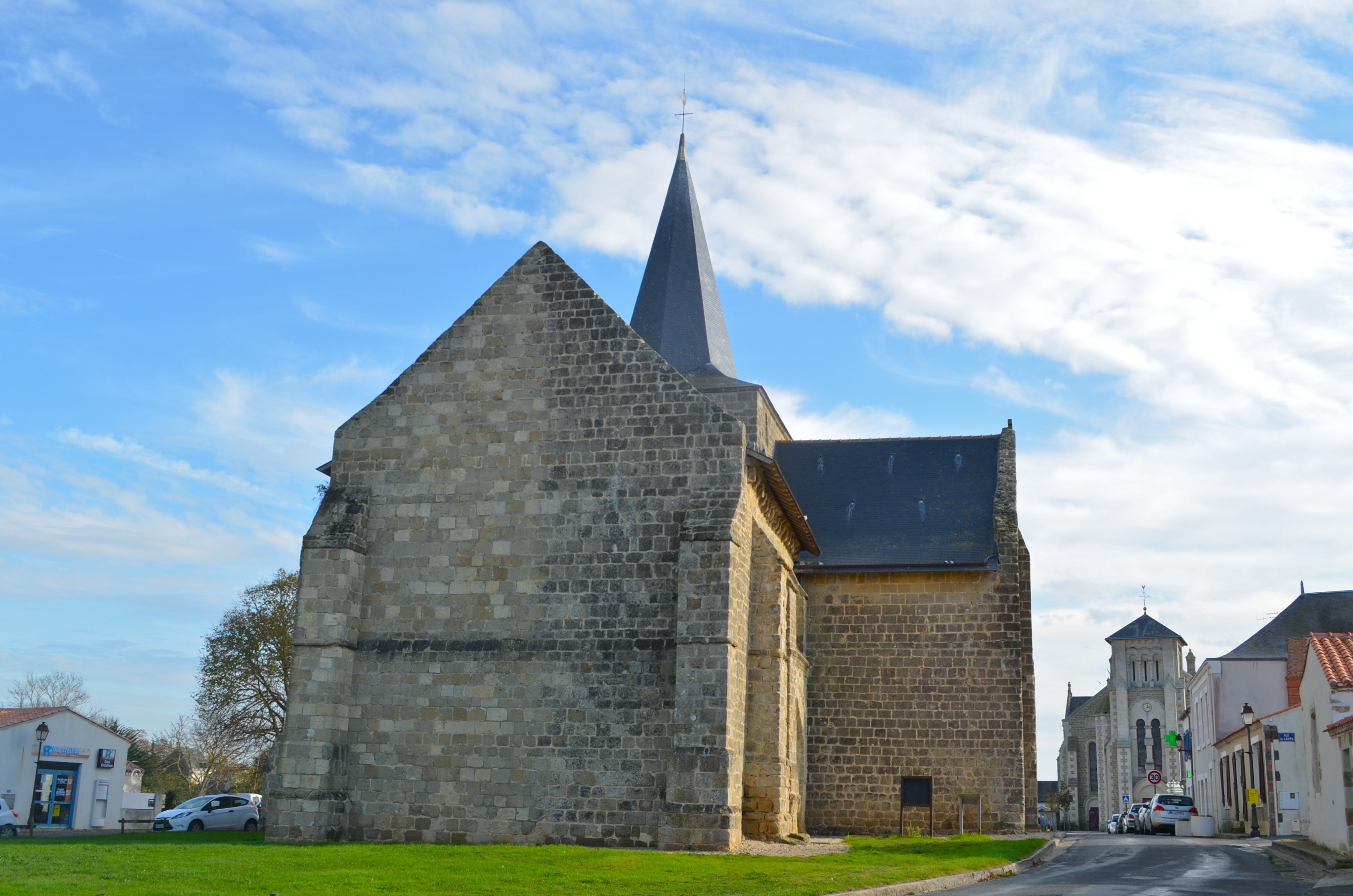
Église Saint-Martin.
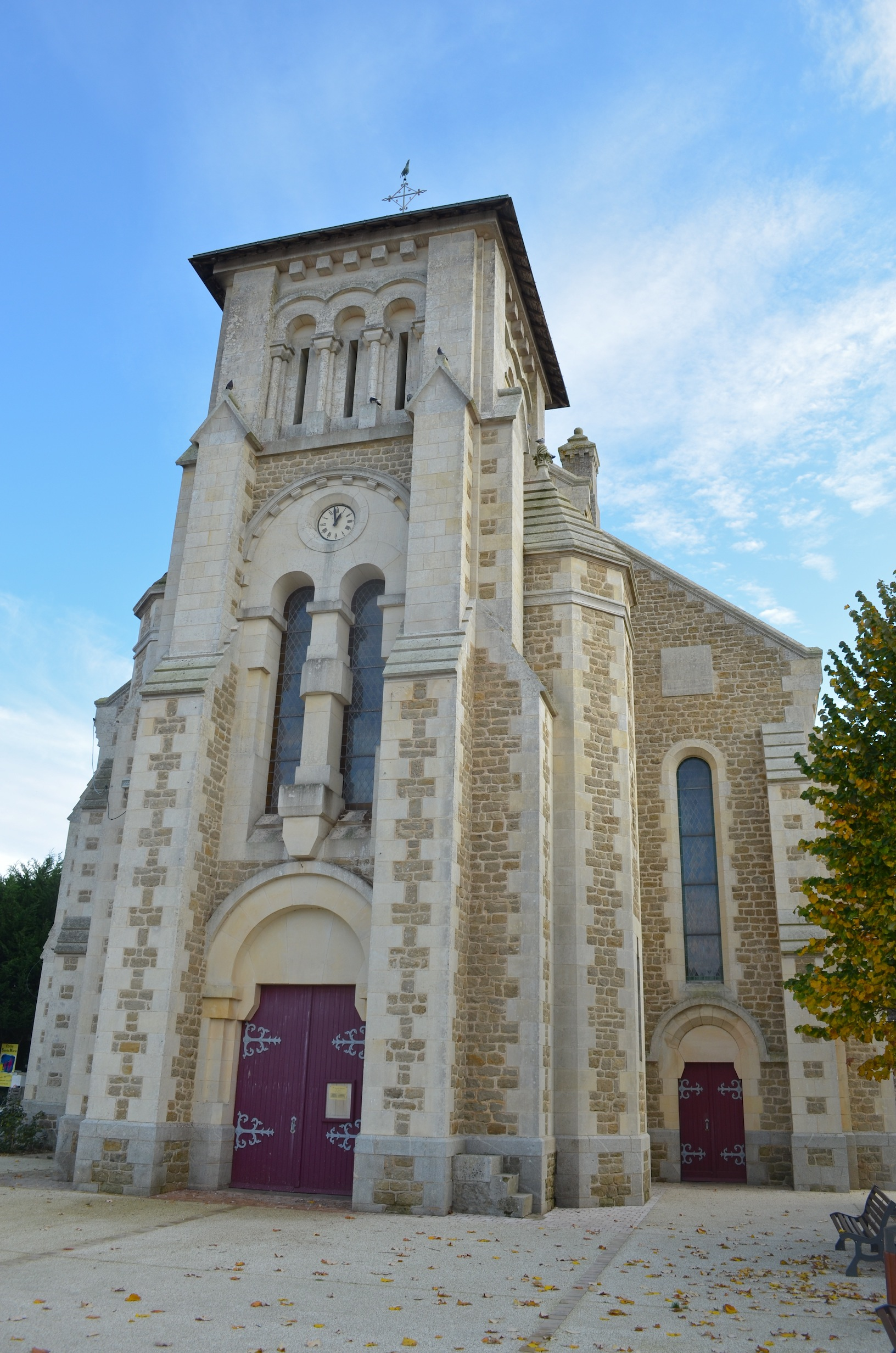
Seconde église Saint-Martin bâtie en 1910.
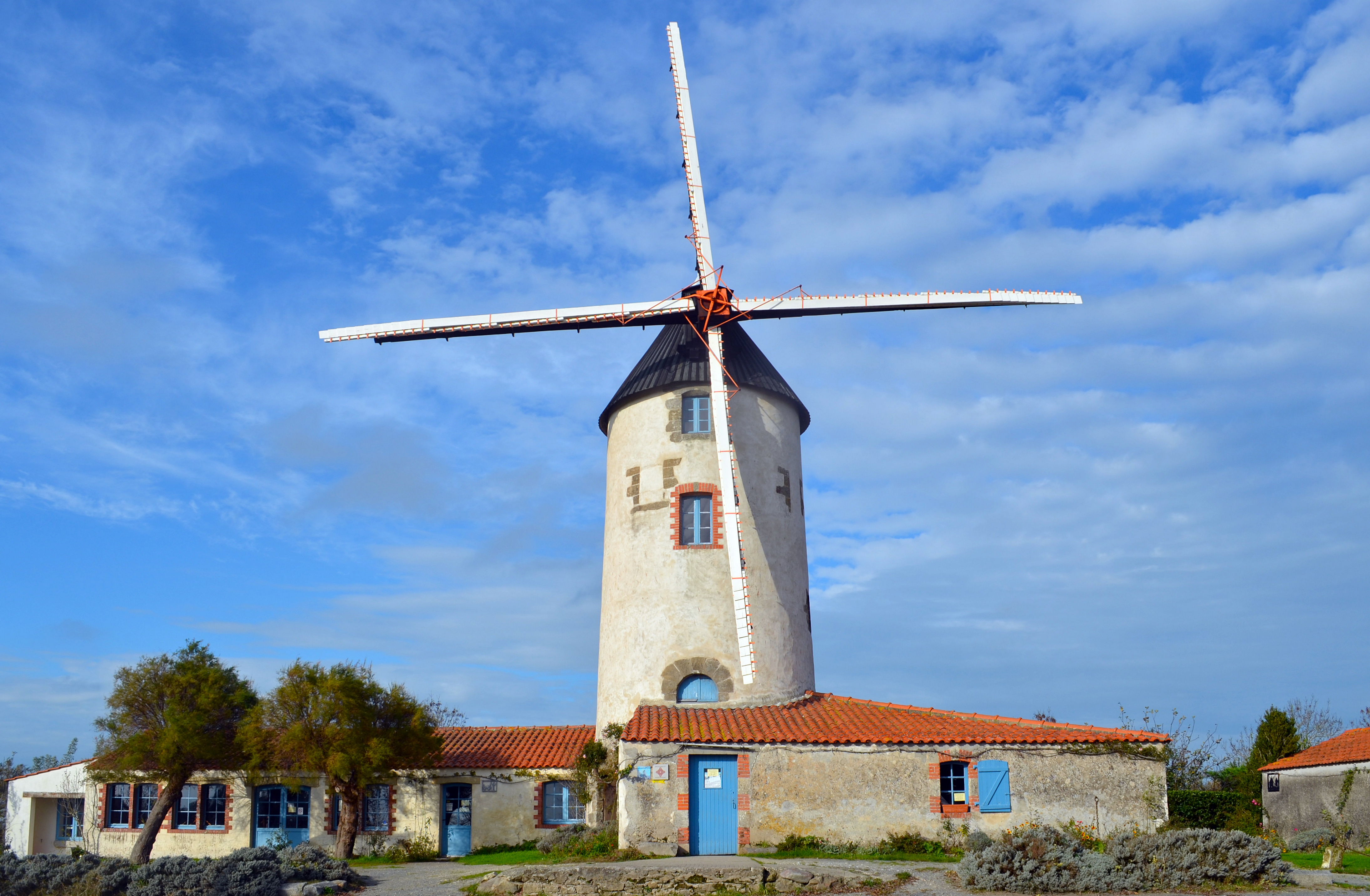
Moulin de Rairé.
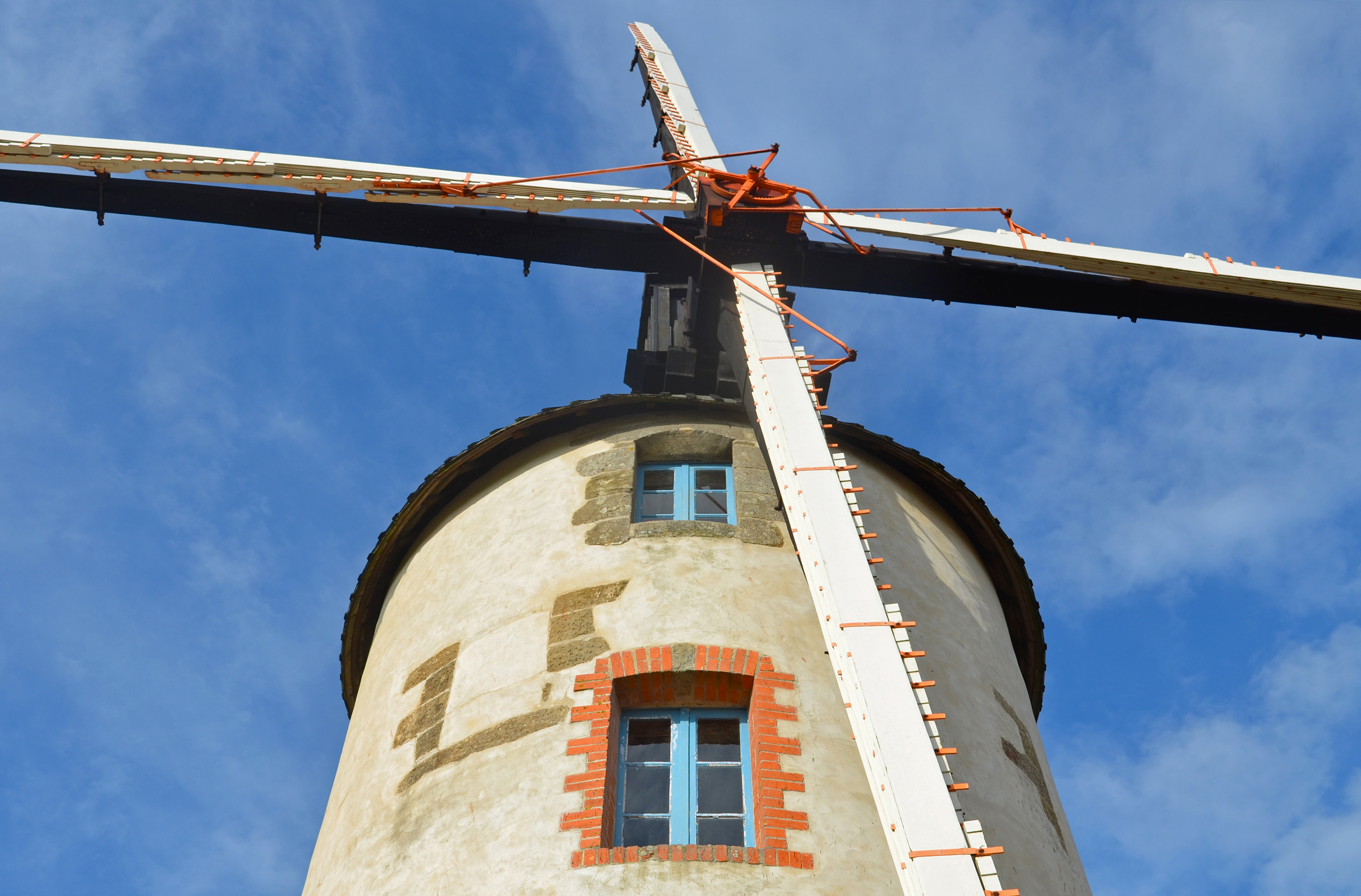
Moulin de Rairé.
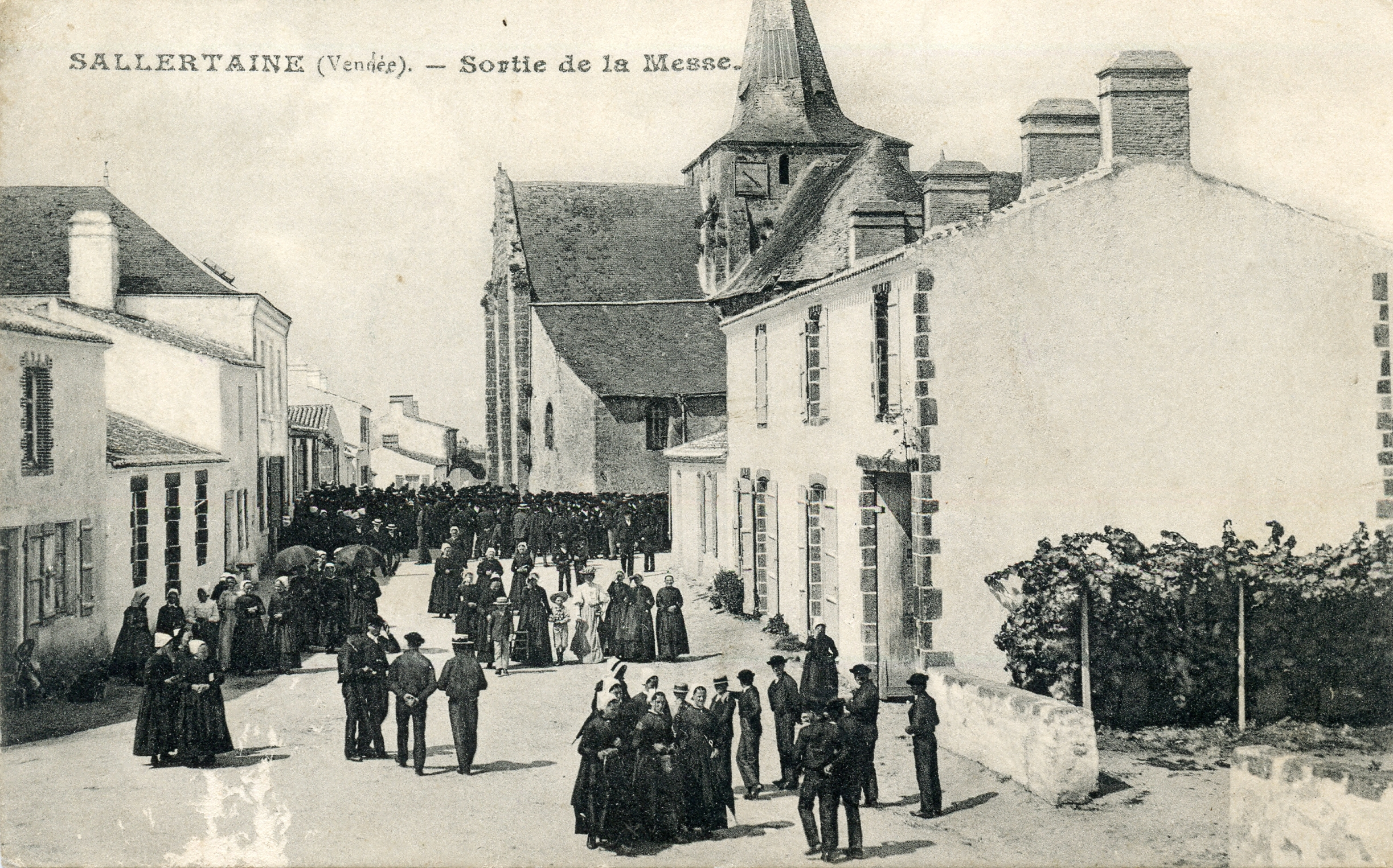
Sortie de la messe.
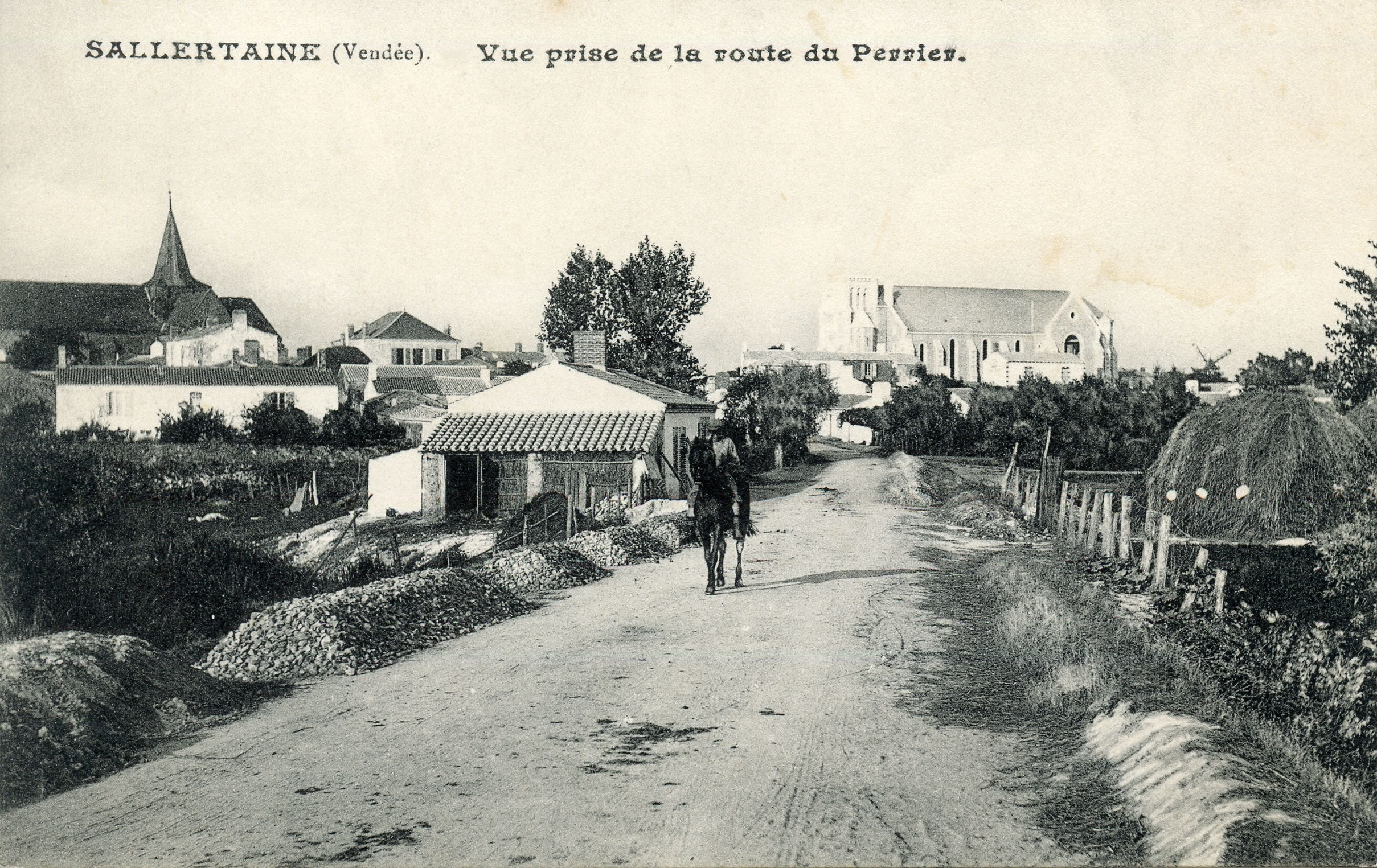
Entrée du village, route du Perrier.
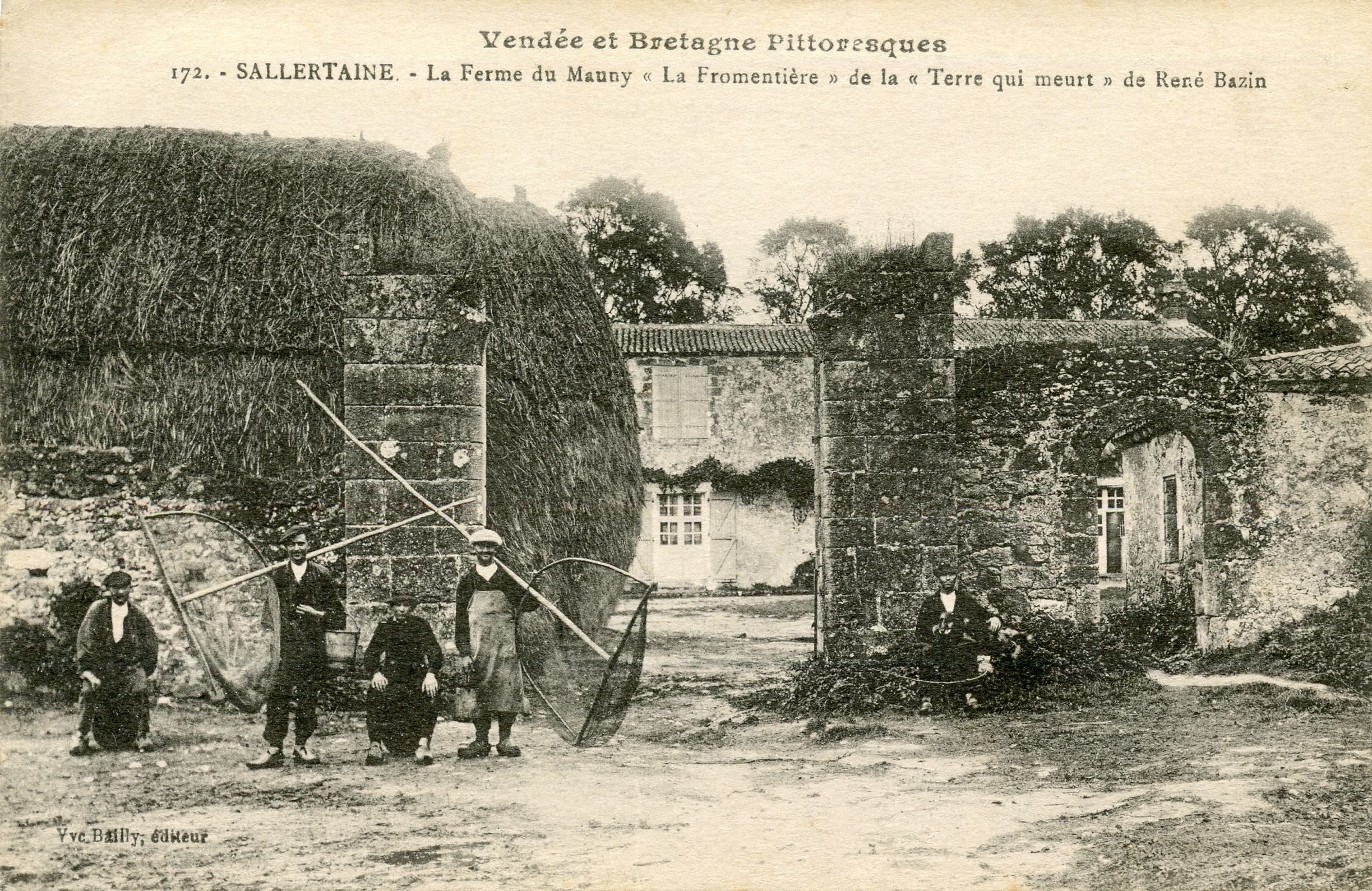
La Fromentière du roman La terre qui meurt de René Bazin.
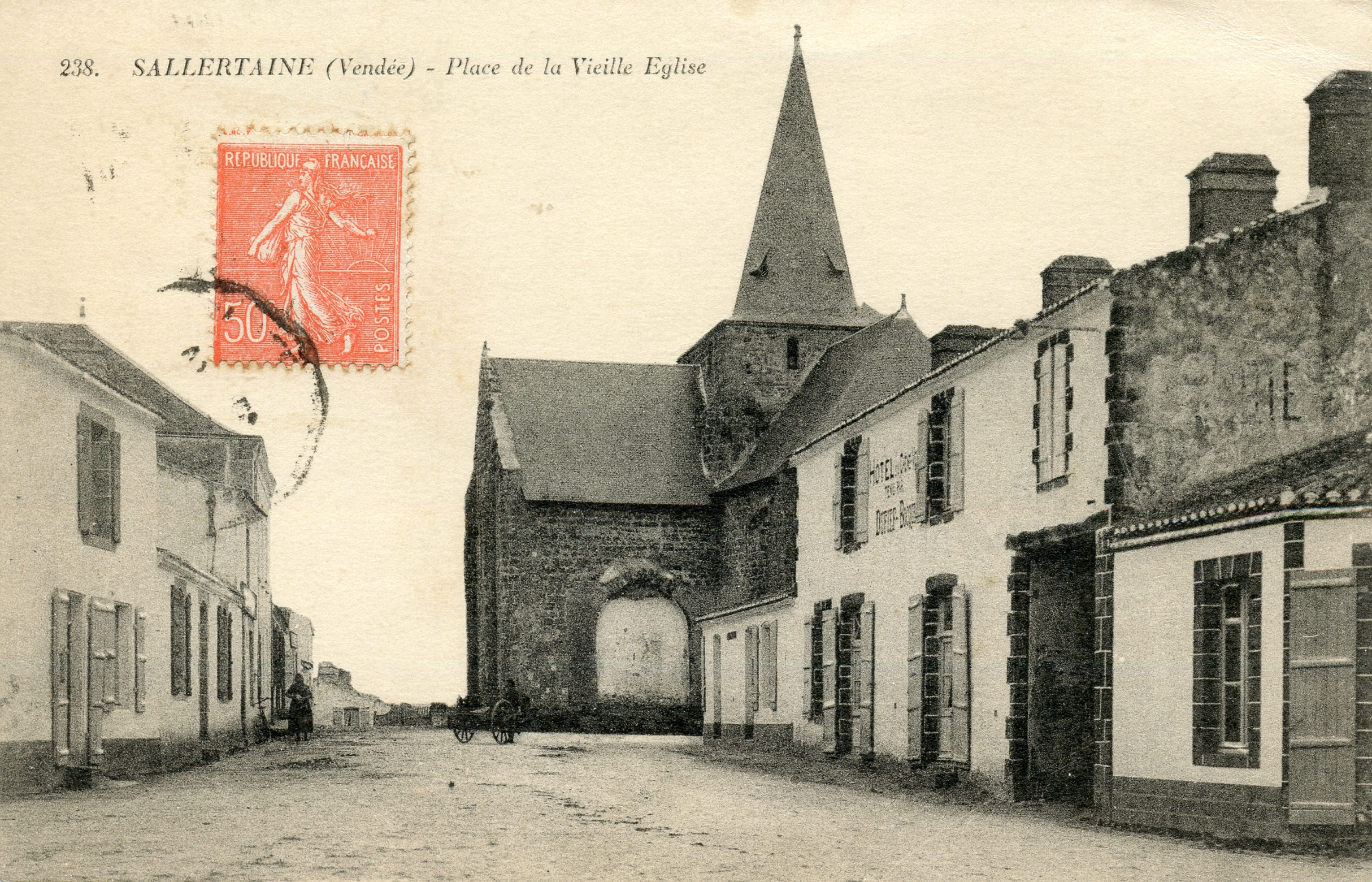
Place de la Vieille-Église.
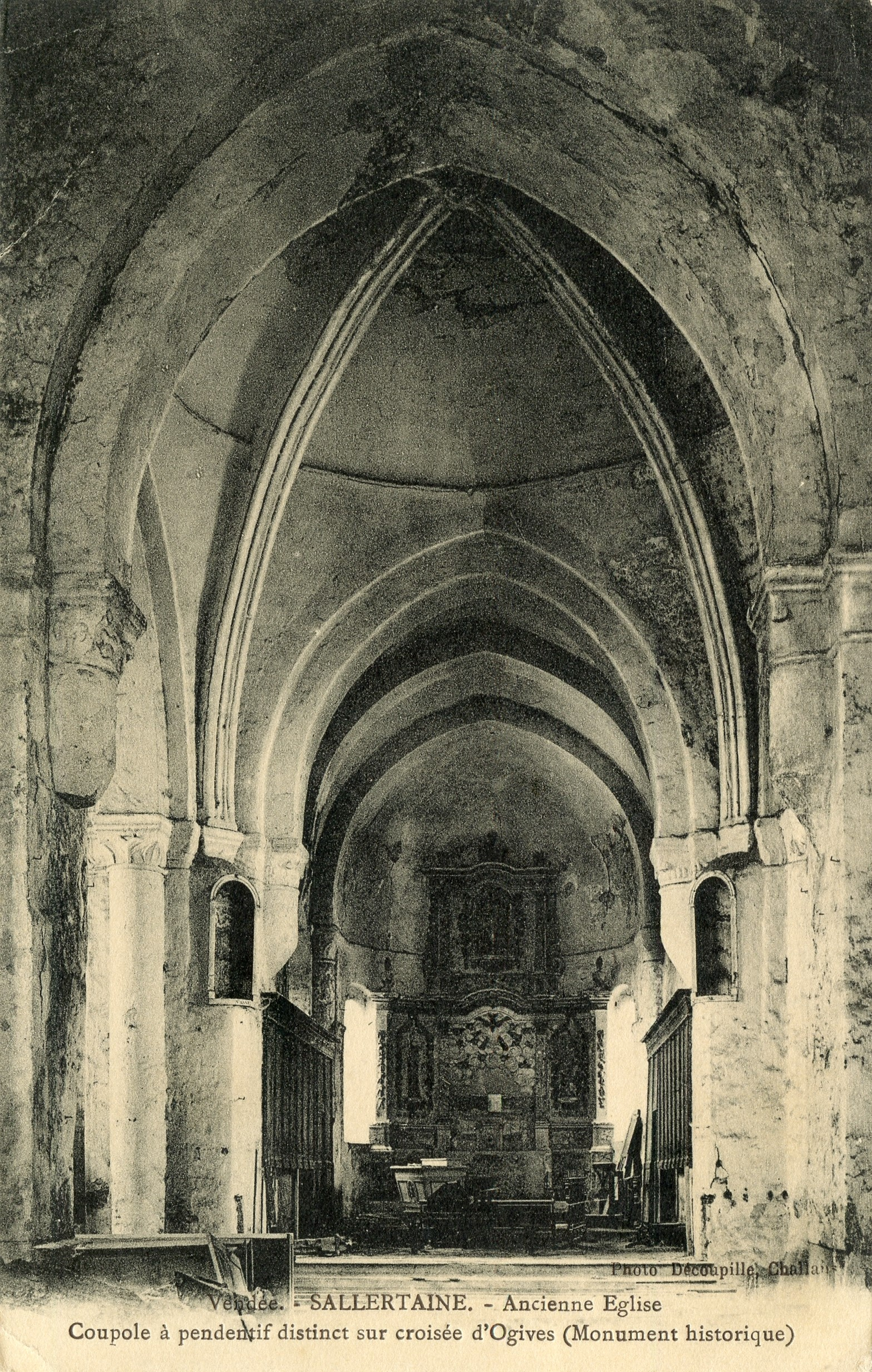
Abside de la vieille église.
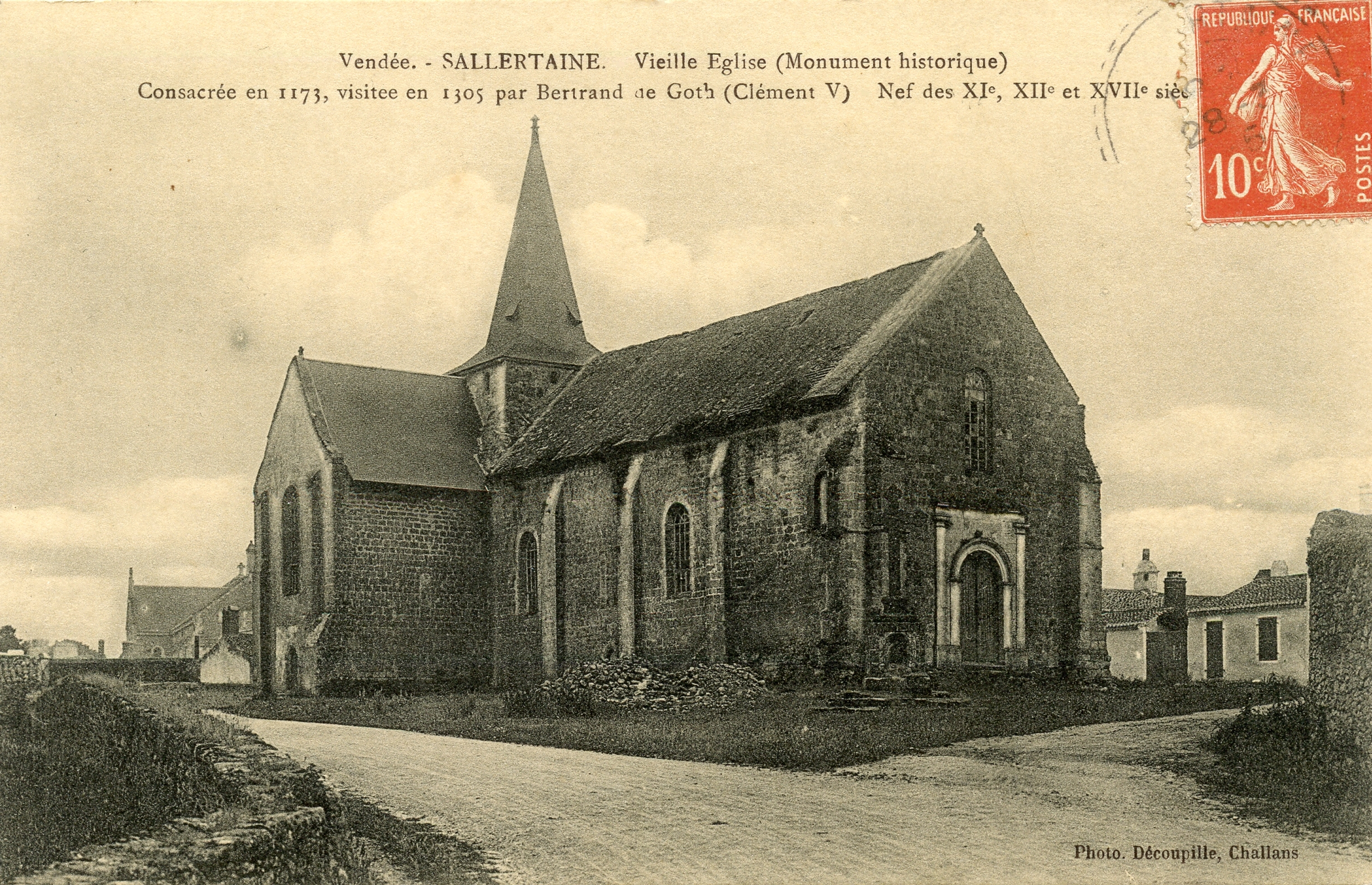
Vieille église.
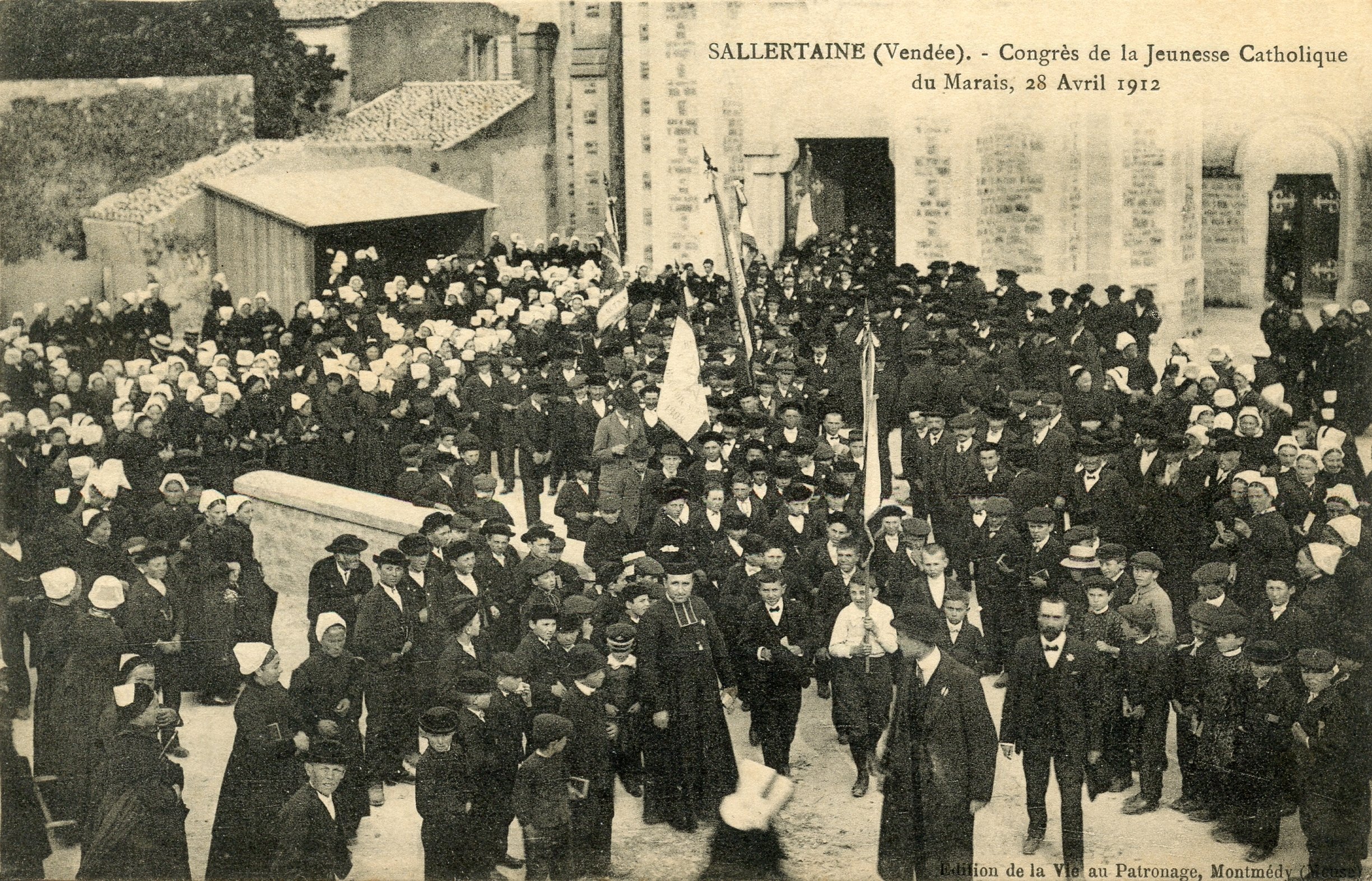
Sortie de la messe.
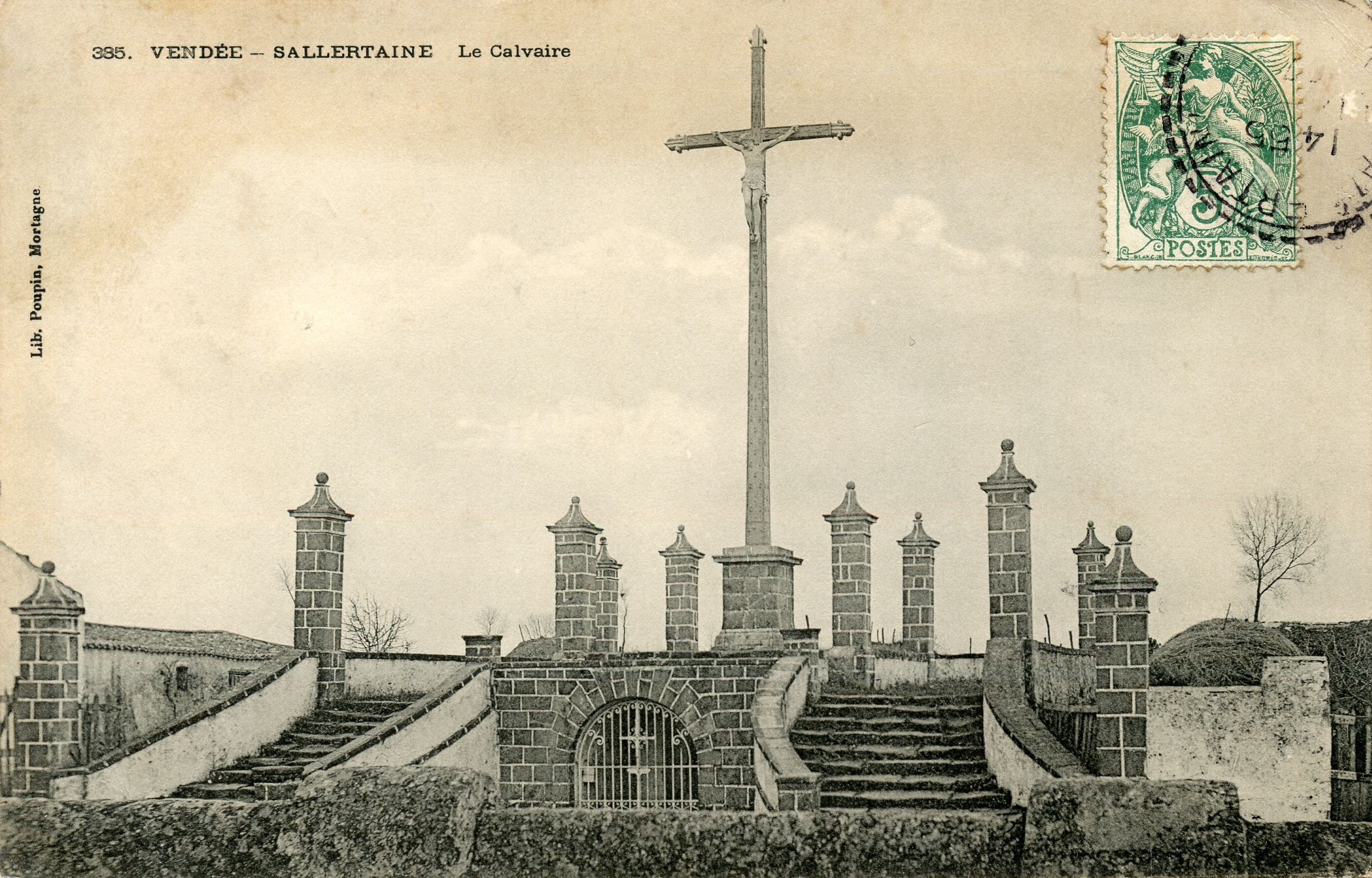
Calvaire.
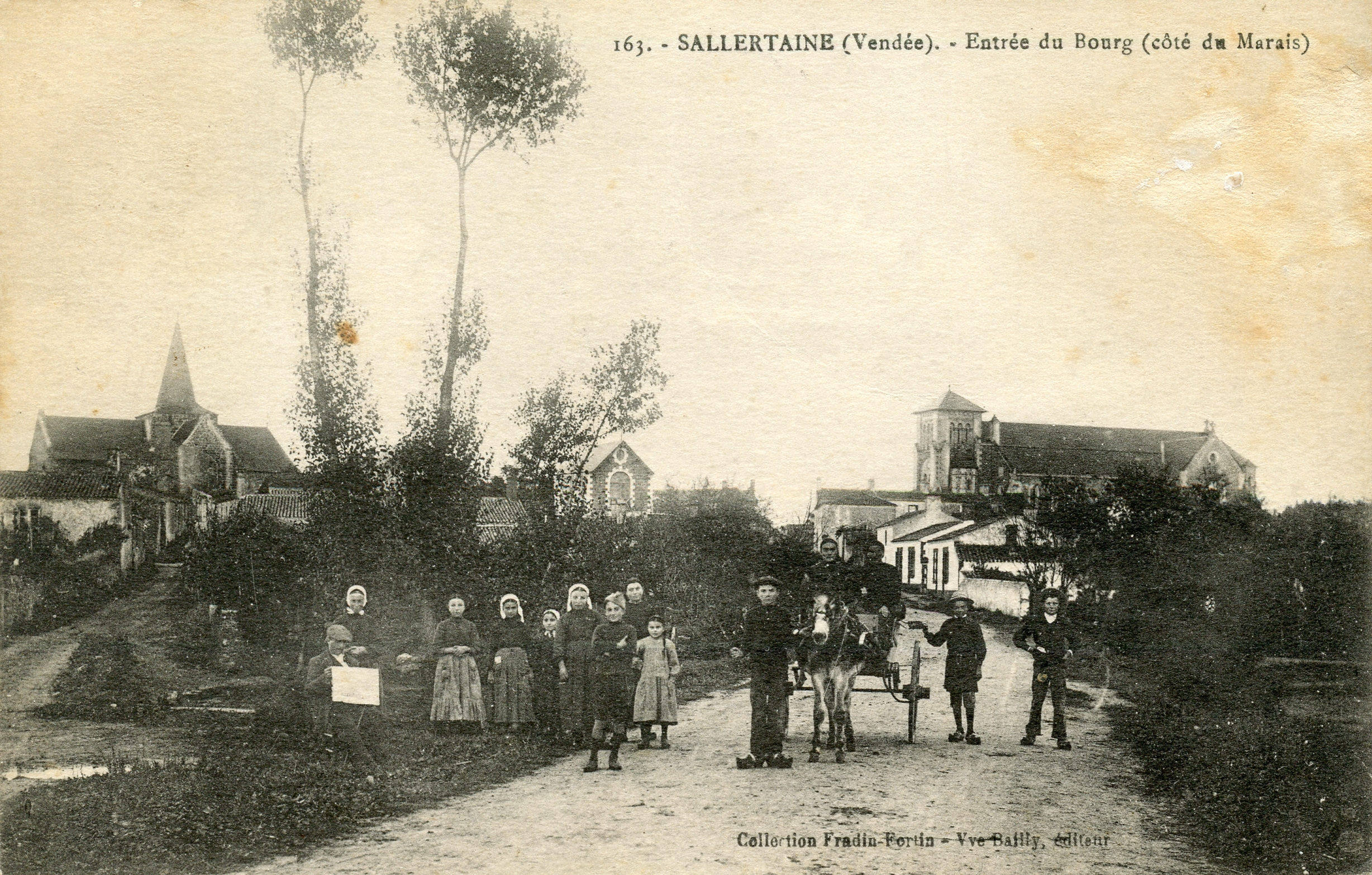
Entrée du bourg.
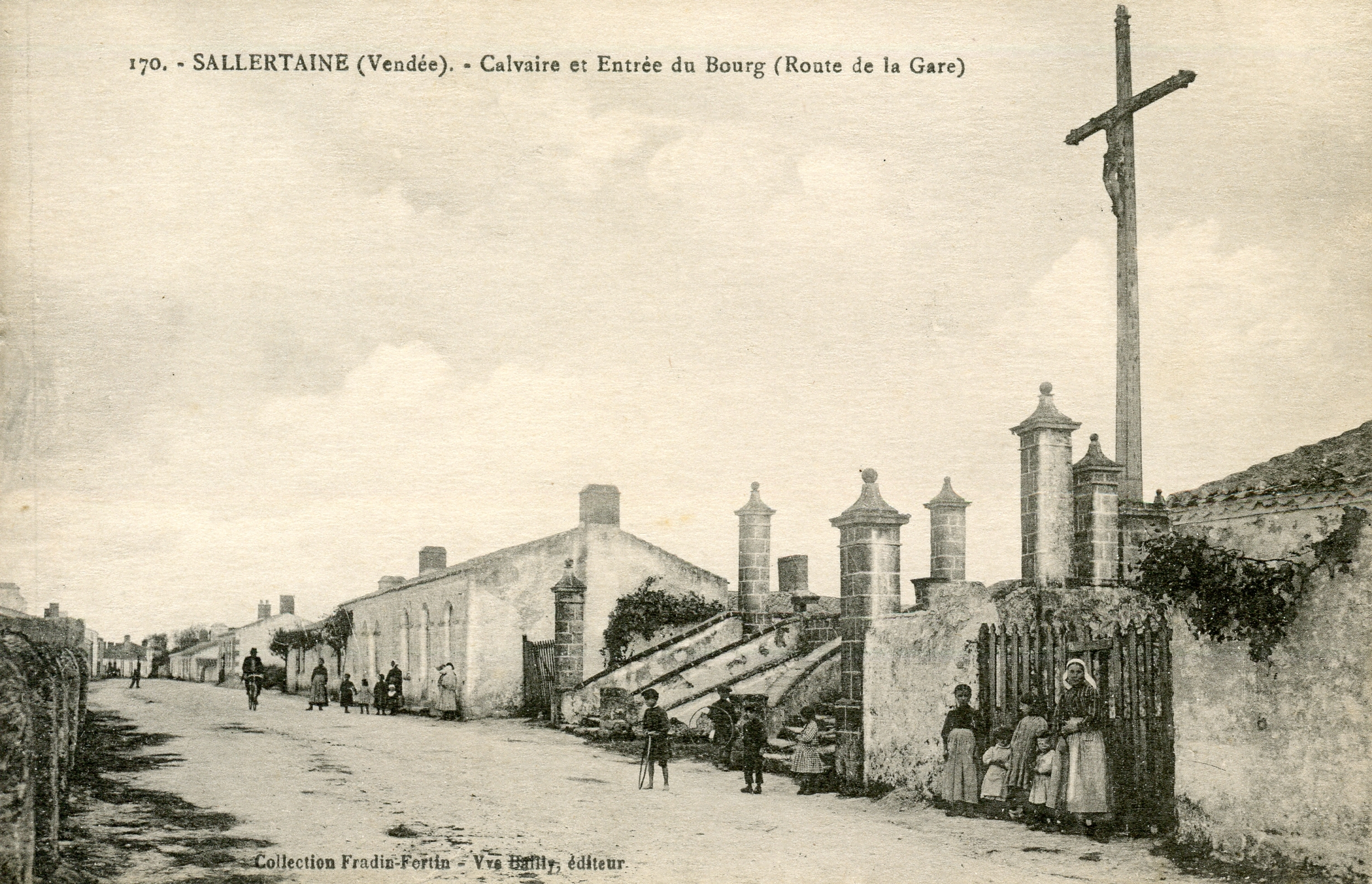
Route de la Gare.
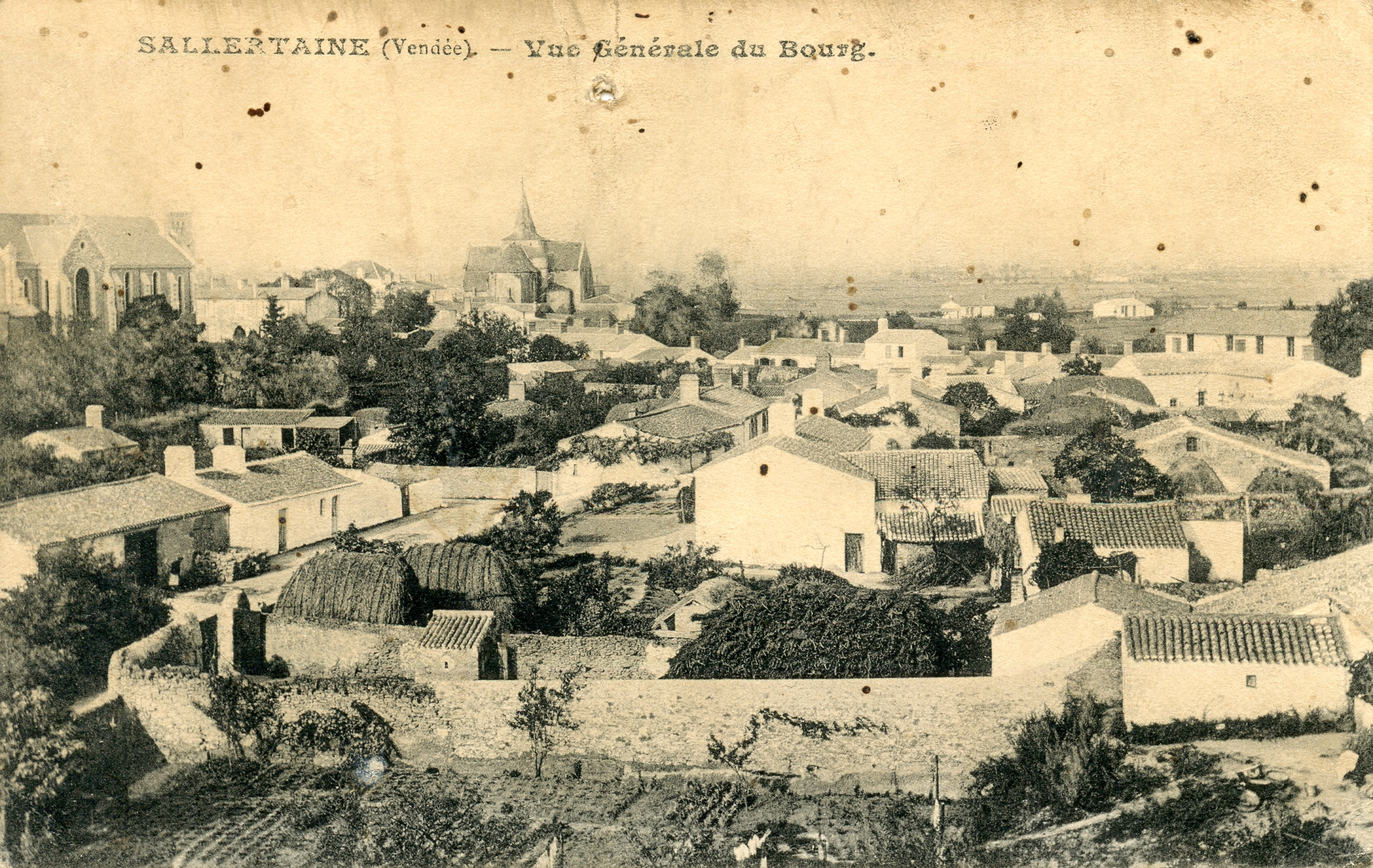
Bourg.
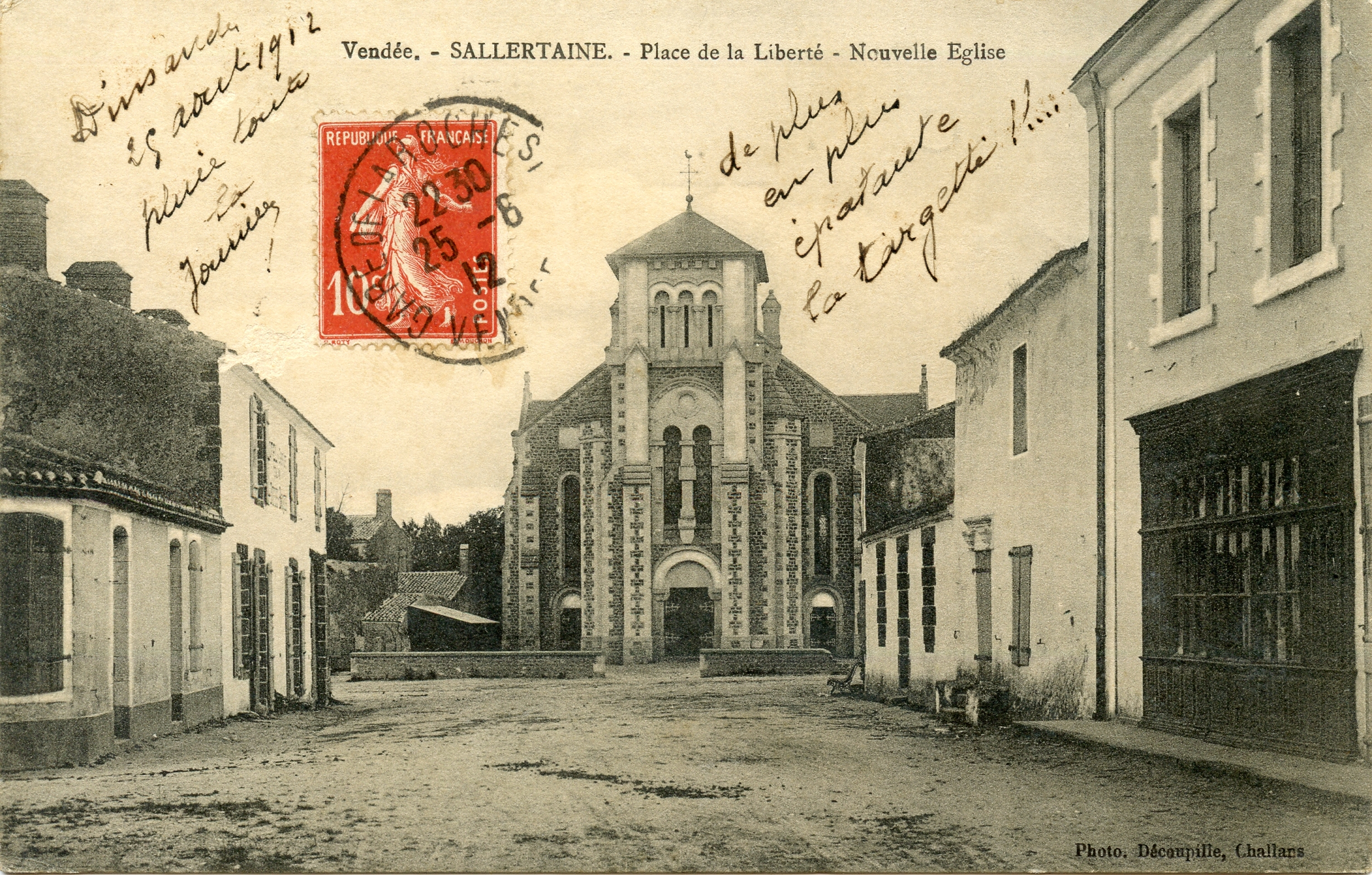
Nouvelle Église.
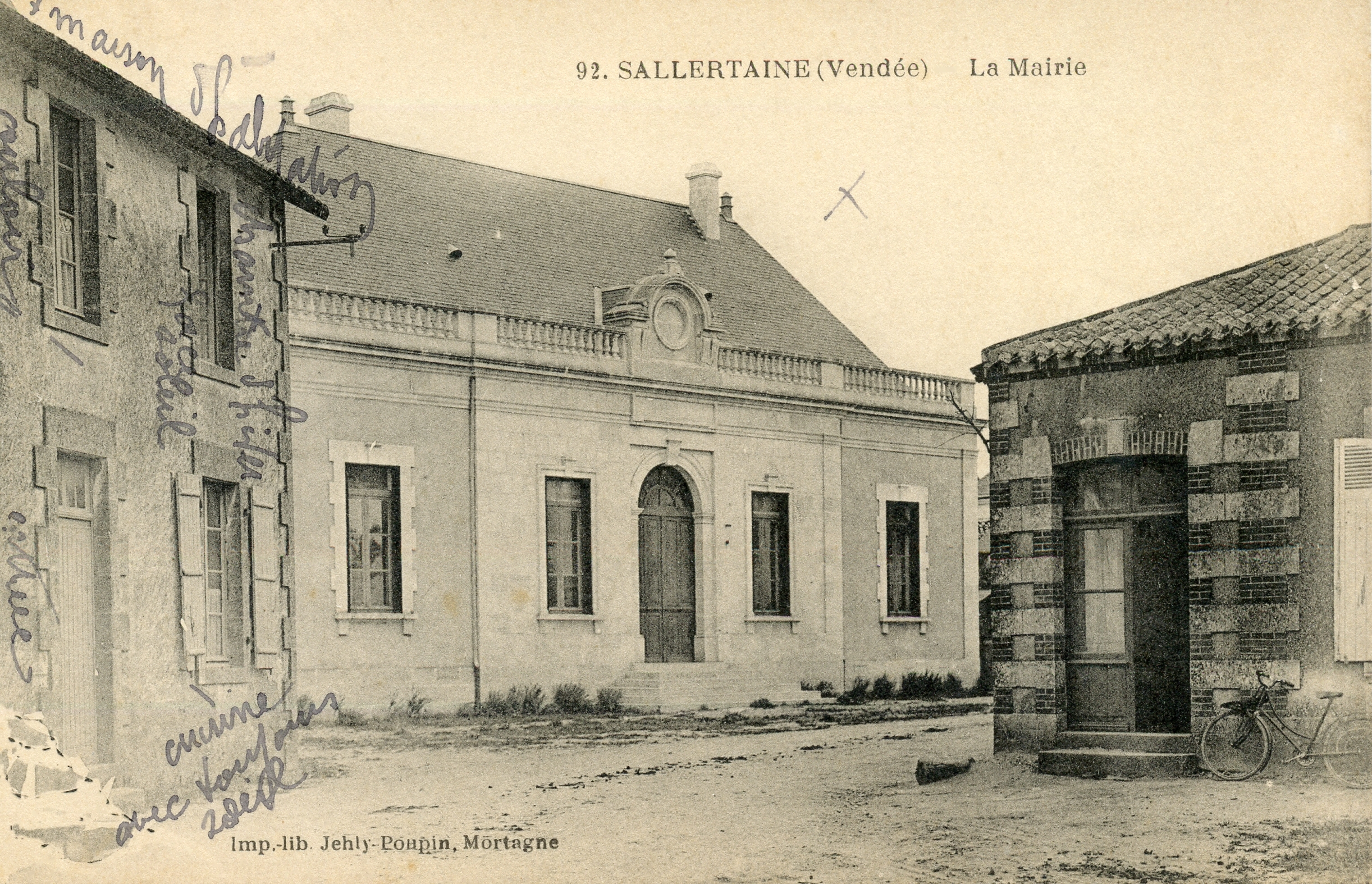
Mairie.
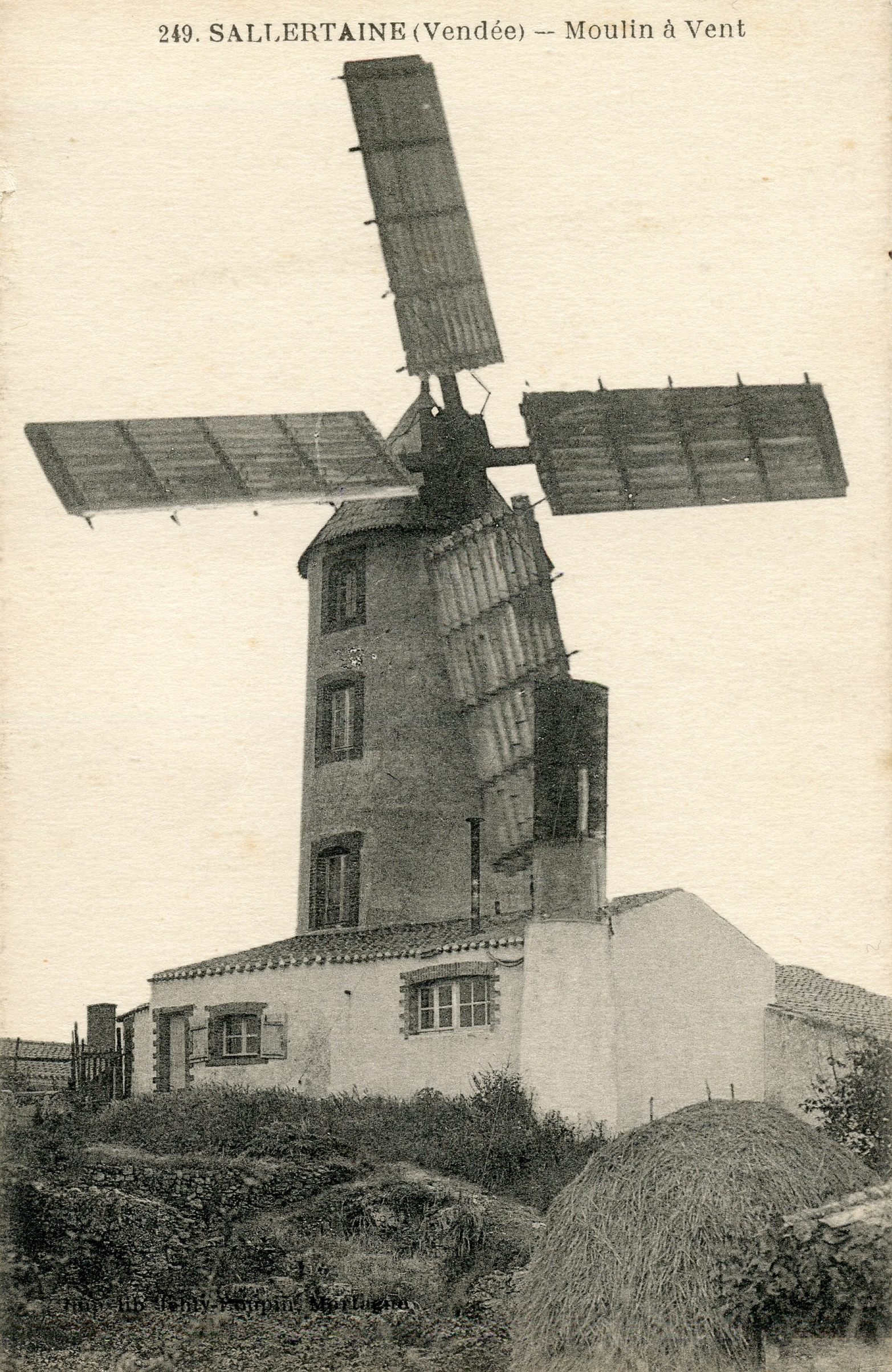
Moulin Arnaudeau.

## Identité visuelle

### Logotype

Ancien logotype.
Logotype actuel.

Par ailleurs, un des panneaux d'entrée de la commune arbore le nom de la cité utilisé en patois maraîchin local, Sertaïne, en dessous de l'appellation Sallertaine [16].

### Héraldique
| Blason de Sallertaine | Blason  | Tiercé en bande : au 1er d'or, au 2e d'azur à trois canards d'argent volant en bande, au 3e de sinople ; à la crosse au naturel chargeant, à senestre l'or et le sinople et disparaissant sous l'azur. |
| Blason de Sallertaine | Détails | Le statut officiel du blason reste à déterminer. |

## Personnalités et célébrités  liées à la commune

### Littérature
- René Bazin en a fait le décor de son roman La Terre qui meurt. C'est en effet, à Mauny, qu'il situa le drame des Lumineau.
- Henri Pitaud y est né en 1899.

### Sports
- Claude Moreau, ancien coureur cycliste professionnel de 1982 à 1984, y est né en 1958.
- Idéal du Gazeau, trotteur français né en 1974 à Sallertaine, vainqueur notamment à deux reprises, en 1981 et 1983, du Prix d'Amérique.